# Brachyphylla cavernarum
Brachyphylla cavernarum — вид родини листконосові (Phyllostomidae), ссавець ряду лиликоподібні (Vespertilioniformes, seu Chiroptera).

## Середовище проживання та екологія
Цей вид відомий від Пуерто-Рико, Віргінських островів, через Малі Антильські острови на південь до Сент-Вінсенту і Барбадосу. Лаштує сідала в печерах або тунелях. Його раціон складається з комах, пилку і особливо фруктів (таких як манго, папая і саподілла).

## Відтворення
Напевно парування тварин відбувається в лютому, а дитинчата народжуються після вагітності близько чотирьох місяців у червні. Молодь спонтанно починає літати через два місяці.

## Фізичний опис
Голова й тіло довжиною від 65 до 118 мм, передпліччя довжиною від 51 до 69 міліметрів, задні ступні довжиною від 17 до 23 мм, довжина вух від 18 до 24 мм, розмах крила близько 440 мм. Середня вага становить 45 грамів. Довге, товсте хутро від брудно білого до коричневого кольору більш темне на спині. Крила широкі. Самці, як правило, більші, ніж самиці. Каріотип 2n = 32, температура тіла близько 40 °C.